# Стоксов сдвиг

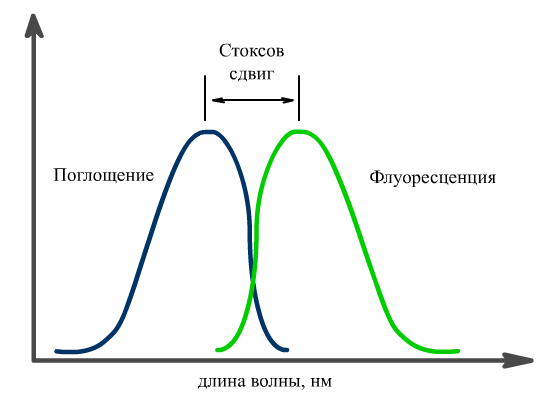
Стоксов сдвиг

Стоксов сдвиг — разница длин волн максимумов спектров поглощения и флуоресценции. Измеряется в обратных сантиметрах, реже в нанометрах, в силу нелинейной зависимости энергии фотона от длины волны. Назван в честь физика Джорджа Стокса.
Когда система (молекула или атом) поглощает энергию, она переходит в возбужденное состояние. Существует несколько возможностей для её возврата в основное состояние. Одним из них является испускание. Вследствие разных причин часть поглощенной энергии теряется в безызлучательных процессах. В результате этого испущенный фотон имеет меньшую энергию, и, следовательно, большую длину волны, чем поглощенный.
Стоксов сдвиг является обобщением и уточнением правила Стокса-Ломмеля, согласно которому длина волны фотолюминесценции больше, чем длина волны возбуждающего света, то есть энергия фотонов люминесценции меньше энергии фотонов возбуждающего света. Закономерность была установлена Дж. Г. Стоксом в 1852 году, а уточнил правило физик О. Ломмель (англ. Eugen von Lommel). Тем не менее, из этого существуют исключения. В спектре фотолюминесценции можно наблюдать антистоксовы линии, длины волн которых меньше возбуждающей.

## Применение эффекта
Хорошим наглядным применением эффекта может служить белый светодиод, в котором основным источником света служит синий светодиод, покрытый типовым (стоксовым) люминофором. Люминофор этот в электрических процессах участия не принимает и сам по себе не светится. Однако, поглощая часть квантов синего света, люминофор переизлучает их в желто-оранжевой части спектра,  и таким образом итоговый световой поток становится близким к белому.